# Anáhuac (Chihuahua)
Anáhuac, o formalmente Ciudad Anáhuac, es una localidad agrícola del estado mexicano de Chihuahua, localizada en el centro del estado y en el municipio de Cuauhtémoc.

## Historia

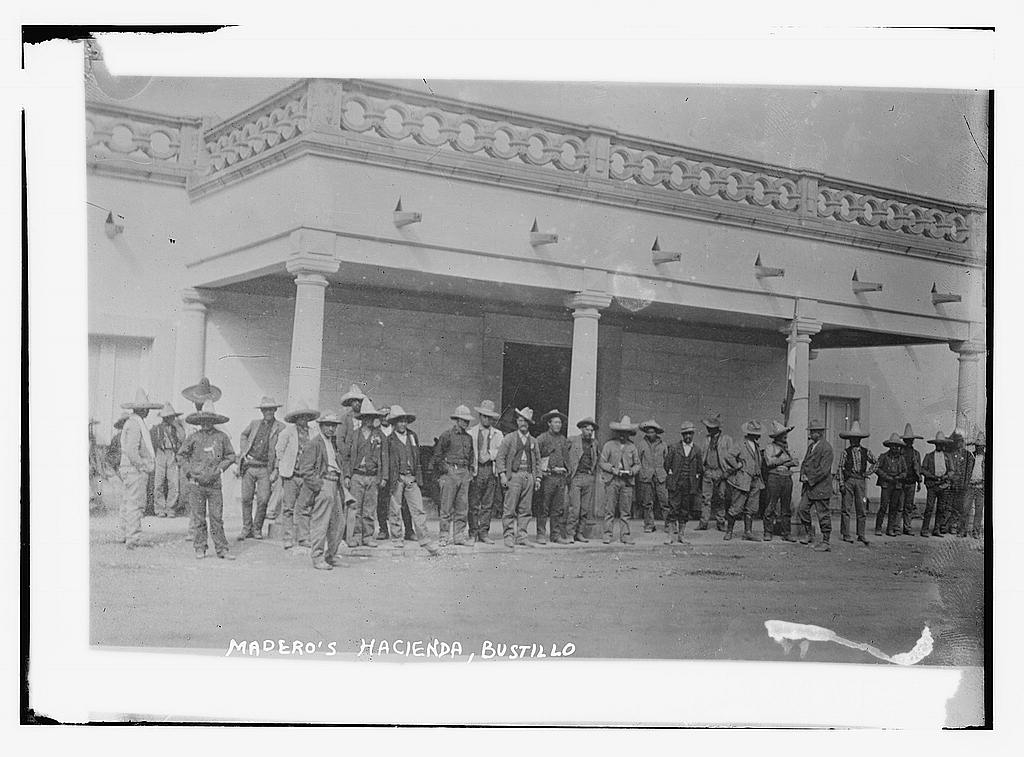
Francisco I. Madero y otros jefes revolucionarios en la Hacienda de Bustillos

El origen de la población que es hoy en día Colonia Anáhuac se dio a partir de un antiguo rancho denominado como Charco Largo, este rancho formaba parte de la mucho más extensa Hacienda de Bustillos perteneciente a Pedro Zuloaga y en la cual se refugió el 6 de marzo de 1911 Francisco I. Madero después de haber sido herido en la Batalla de Casas Grandes. Estando Madero en la Hacienda de Bustillos, convocó en la misma una reunión con los entonces principales jefes revolucionarios en Chihuahua: Abraham González Casavantes, Francisco Villa y Pascual Orozco. Villa tenía una relación de afecto y agradecimiento con los dueños de dicha hacienda por haberlo defendido al ser aprehendido cuando era joven y en virtud de ella nunca afectó los terrenos de dicha hacienda durante su mandato revolucionario en Chihuahua como sí hizo con otros latifundios, principalmente los de Luis Terrazas.
Tras el triunfo del constitucionalismo y en el gobierno de Álvaro Obregón se inició una masiva repartición de tierras que en esta ocasión si afectó a la Hacienda de Bustillos y en 1923 gracias al empeño de Guadalupe Gardea Montes de Oca se fundó en el Rancho Charco Largo la denominada Colonia Agrícola Gardea —en honor de su principal promotor— que es el antecedente directo de Colonia Anáhuac; situada en el suroeste de la gran Laguna de Bustillos, sus tierras eran sumamente fértiles lo que dio inicio a una importante actividad agrícola que culminó con el otorgamiento oficial de las tierras a los campesinos en 1931 constituyendo un ejido, cuyo crecimiento poblacional llevó a que por decreto del Congreso de Chihuahua del 17 de diciembre de 1932 se constituyó en sección municipal del Municipio de Cuauhtémoc y se le dio el nombre oficial de Anáhuac.
En 1953 la actividad económica se diversificó al llegar a Anáhuac la empresa Celulosa de Chihuahua que construyó instalaciones industriales y zonas habitacionales para sus trabajadores que incrementaron la población del lugar, la principal razón de su instalación fue la riqueza acuífera de la zona, donde los afloramientos de manantiales eran comunes, sin embargo, con el tiempo y con la sobreexplotación dicha riqueza fue agotada y la zona comenzó a sufrir periódicas sequías en las últimas décadas del siglo XX; antes de ello, en 1993 sufrió la inundación de algunas de sus zonas habitadas por el desbordamiento de la Laguna de Bustillos.

## Localización y demografía
Anáhuac está localizada en la rivera suroeste de la Laguna de Bustillos en las coordenadas geográficas 28°28′48″N 106°44′39″O / 28.48000, -106.74417 y a una altitud de 1 983 metros sobre el nivel del mar, su entorno es completamente plano, formado por el amplio valle agrícola en que surgió la ciudad de Cuauhtémoc, que se encuentra a unos 20 kilómetros al suroeste, y numerosos campos agrícolas menonitas. Su principal vía de comunicación es una carretera estatal que la une hacia el oeste con Cuauhtémoc y hacia el este con Santa Isabel, en ambas poblaciones dicha carretera se une a la Carretera Federal 16 y funciona como vía alterna libre a la autopista de cuota, además otro ramal carretero une directamente a Anáhuac con la Carretera 16 sin pasar por las dos poblaciones anteriormente mencionadas. Anáhuac también es comunicado por el Ferrocarril Chihuahua al Pacífico o Chepe, en el mismo sentido que la carretera anterior.
Según los resultados del Censo de Población y Vivienda realizado por el Instituto Nacional de Estadística y Geografía en 2020, Anáhuac tiene una población total de 10 196 habitantes de los que 5 016 son hombres y 5 180 son mujeres; es la segunda población del municipio de Cuauhtémoc y una de las localidades de mayor población sin tener carácter de cabecera municipal en el estado, siendo la decimoséptima localidad más poblada del estado de Chihuahua.